# دهستان گله‌زن
دهستان گله‌زن یکی از دهستان‌های استان مرکزی است که در بخش مرکزی شهرستان خمین واقع شده است.
روستاهای تابع آن عبارتند از: اسدآباد، امین آباد، بهدشت، جلماجرد جدید، چشمه سفید، رباط ارجمند، رباط مراد، رشیدآباد، شهرمیزان، فتح آباد، فشارود، قلعه محمدبیگ، قیدو، کفسان، گدار دوم، گدار سوم، مزاین، میان رودان، نفیس، یمن